# Ajofrín
Ajofrín es un municipio y localidad española de la provincia de Toledo, en la comunidad autónoma de Castilla-La Mancha. El término municipal, ubicado en la comarca de la Sisla y de los Montes de Toledo. Tiene una población de 2350 habitantes (INE 2024).

## Toponimia
El término Ajofrín se derivaría del patronímico árabe Al-Ya'far, 'el lugar de los Yafar o Jafar'.

## Geografía
El municipio se sitúa en una llanura de granito al norte del arco más septentrional de los Montes de Toledo, en una planicie de granito de la meseta toledana, escasamente alterada por algún cerro. Linda con las poblaciones de Burguillos de Toledo, Nambroca, Chueca, Orgaz, Sonseca, Mazarambroz y Layos, todos de Toledo. Su ubicación en la carretera general N-401 (Toledo-Ciudad Real) le permite excelentes conexiones con el exterior.
Su clima es claramente continental con oscilaciones anuales de temperaturas muy altas, precipitaciones escasas y nevadas infrecuentes.

## Historia
La existencia de unas termas romanas indican su existencia en la época del Imperio romano. En el siglo XV pertenecía al cabildo de la Iglesia de Toledo, recibiendo por entonces el título de villa. En la denominada sierra de Layos hubo una mina de cobre, abandonada ya a mediados del siglo XVIII, que no dio buenos rendimientos.
Hacia mediados del siglo XIX la villa tenía contabilizada una población de 2883 habitantes.
Aparece descrita en el primer volumen del Diccionario geográfico-estadístico-histórico de España y sus posesiones de Ultramar de Pascual Madoz.

AJOFRIN: v. con ayunt. de la prov., adm. de rent. y dióc. de Toledo (3 leg.), part. jud. de Orgaz (1 1/2), aud. terr. y e. g. de Madrid (15): SIT. en una llanura de granito; está batida por los vientos N. y E. que producen un CLIMA frio y propenso á las inflamatorias, apoplegias y accidentes epilépticos. Forman el cuerpo de la pobl. 403 CASAS, entre las que se hallan algunas casi arruinadas: su construccion es poco sólida, la mayor parte de tierra, y las hay con piso alto que sirve para granero: se hallan interpuestos entre las casas varias cercas y huertos destinados para verduras y forrages, algunos con pozo y alberca; y todos estos edificios componen 30 calles, 4 plazuelas y 3 plazas; en la mayor se halla la casa capitular, el pósito y una buena fuente de agua dulce con 4 caños; en cada uno de sus 4 frentes se ven estampadas en medio relieve las armas de la santa igl. de Toledo, dos inscripciones relativas à su construccion, y en su cima una estátua de 4 pies de altura que figura un soldado romano, con escudo, peto y casco, á quien el pueblo titula, el Arcángel S. Miguel: de esta fuente corre el sobrante á otra, sita en la plaza del Caño Viejo, destinada para el uso de las caballerías: la 3. plaza es la de la igl. porque en ella está sit. la parr. de ant. y sólida construecion, y servida por un eura, un teniente y los auxiliares necesarios; en esta plaza se halla la carnicería pública, y contigua á ella una sala de aud. que pertenece à la municipa lidad, en la que se encuentra el peso; tambien está en la misma plaza un hospital, destinado solamente á dar asilo á los pobres que van de camino, para pernoctar y hacer algun dia de descanso; pero no se les dá ningun socorro, pues sus rent. que consisten en censos, tal vez no alcanzarán á 300 rs.: hay ademas otro hospital titulado S. Diego, que fundó en el siglo pasado Diego Gomez de Castro; las rent. que este y otros bienhechores le han asignado ascienden á 7,400 rs.: una cárcel casi arruinada, una tienda de abaceria, 2 posadas, 3 tahonas, un pozo de nieve, una escuela de niños dotada en 500 ducados á la que asisten 114 alumnos; 3 de niñas con sola la retribucion de las discípulas, un estudio de gramática latina de fundacion particular, dotado el preceptor por la misma, y no se exige á los alumnos ninguna cantidad; 2 ermitas y un conv. de monjas del órden de Sto. Domingo, fundado por Juana Criado en el año 1611: es un edificio todo de planta, de una proporcion regular; su igl. es pequeña, construida á fines del siglo pasado, y se venera en ella una imagen del Crucificado en la Agonia, de bastante mérito dentro del conv. hay una hermosa huerta con frutales de esquisito gusto, una fuente y un pozo con alberca: en las afueras del pueblo solo existe una ermita dedicada á Jesus Nazareno. Confina el TERM. por N. con el de Nambroca y Burguillos; E. el de Almonacid y Chueca; S. el de Sonseca; y O. el de Mazarambroz: comprende 3,900 fan. de tierra, de las que se cultivan 1,295; las 45 de 1. calidad, 200 de 2., y 1,050 de 3.; pueden reducirse á cultivo otras 772, y no lo admiten de ninguna clase 600; en el total de fan, se comprenden las que ocupan algunos olivares y viñas, un prado conc. y tèrrenos baldíos de muy inferior calidad: à 1/4 de leg. y al E. del pueblo existe el desp. de Aliman (V.), y en el sitio de la sierra de Lagos una mina denunciada de cobre, pero no se trabaja en ella, ni ha dado ninguna utilidad. Los CAMINOS son buenos, llanos, y se encuentran en un estado regular: se conduce la CORRESPONDENCIA directamente de Toledo por un vec. que el ayunt. nombra los dias mártes, jueves y sábados: PROD. trigo, cebada, centeno, avena, cominos, titos, anís, algarrobas, garbanzos, vino, aceite, cánamo y azafran: se mantienen sobre 2,000 cab, de ganado lanár, alguno de cerda, 20 pares de mulas de labor, y pocas colmenas. IND.: la elaboracion de paños pardos burdos, mantas, cordellates, alguna estameña, y con bas tante perfeccion mucho esparto: se hacen tambien cardas y peines para las lanas: el COMERCIO está reducido á la venta de estas manufacturas, del vino, aceite y granos, empleándose algunos arrieros en abastecer el pueblo de lo que necesita. POBL. 719 vec.: 2,883 alm. CAP. PROD. 3.354, 135 rs.: IMP. 96,913: CONTR. 53,634 rs. PRESUPUESTO MUNICIPAL 25,200 rs.; se cubre con el producto de 70 fan. de tierra, varios tributos, los puestos de abacería y repartimiento vecinal.
(Madoz, 1845, pp. 174)

El 24 de mayo de 2015, se celebran elecciones locales y municipales y con 6 escaños gana el PSOE que entra tras cuatro años ausentes a formar parte del pueblo, pero no será hasta el sábado 13 de junio de 2015, cuando sea la investidura de la candidata del PSOE a la alcaldía y convertirse así en la primera mujer alcaldesa de la historia de Ajofrín.

## Demografía
Cuenta con una población de 2350 habitantes (INE 2024).
| Gráfica de evolución demográfica de Ajofrín entre 1842 y 2021                                                         |
| |
| Población de derecho según los censos de población del INE. Población de hecho según los censos de población del INE. |

Los diversos censos de población muestran un ligero pero constante descenso demográfico desde principios de siglo hasta 1981. En 1900 había 2208 habitantes; en 1930, 2278 habitantes; en 1960, 2088 habitantes; en 1970, 2002 habitantes y el de 1981, 1871 habitantes.

## Economía
La industria es fundamentalmente agrícola. Está cultivado más del 60% del término, en un acusado régimen latifundista, con predominio de explotadores arrendatarios. Aparte de unas 55 ha de viñedo y de algunas de remolacha azucarera (cultivo en auge), destacan las extensiones de olivar, de buenos rendimientos, complementadas por los cereales. El riego se realiza sólo a base de agua de algunos pozos. Apenas destacan algunas industrias artesanales, de ámbito local, pero presenta un adecuado equipado en servicios comerciales y asistenciales.

## Administración
| Periodo   | Nombre                           | Partido   |
| --------- | -------------------------------- | --------- |
| 1979-1983 | Miguel Gallardo Sánchez-Barbudo  | UCD       |
| 1983-1987 | Miguel Gallardo Sánchez-Barbudo  | AP/PDP/UL |
| 1987-1991 | Miguel Gallardo Sánchez-Barbudo  | PP        |
| 1991-1995 | Miguel Gallardo Sánchez-Barbudo  | PP        |
| 1995-1999 | Miguel Gallardo Sánchez-Barbudo  | PP        |
| 1999-2003 | Pedro Alguacil Ruiz              | PSOE      |
| 2003-2007 | Pedro Alguacil Ruiz              | PSOE      |
| 2007-2011 | Pedro Alguacil Ruiz              | PSOE      |
| 2011-2015 | Miguel Gallardo Sánchez-Barbudo  | PP        |
| 2015-2019 | María Isabel Alguacil de La Peña | PSOE      |
| 2019-2023 | María Isabel Alguacil de La Peña | PSOE      |
| 2023-act. | José Joaquín González            | PP        |

## Patrimonio

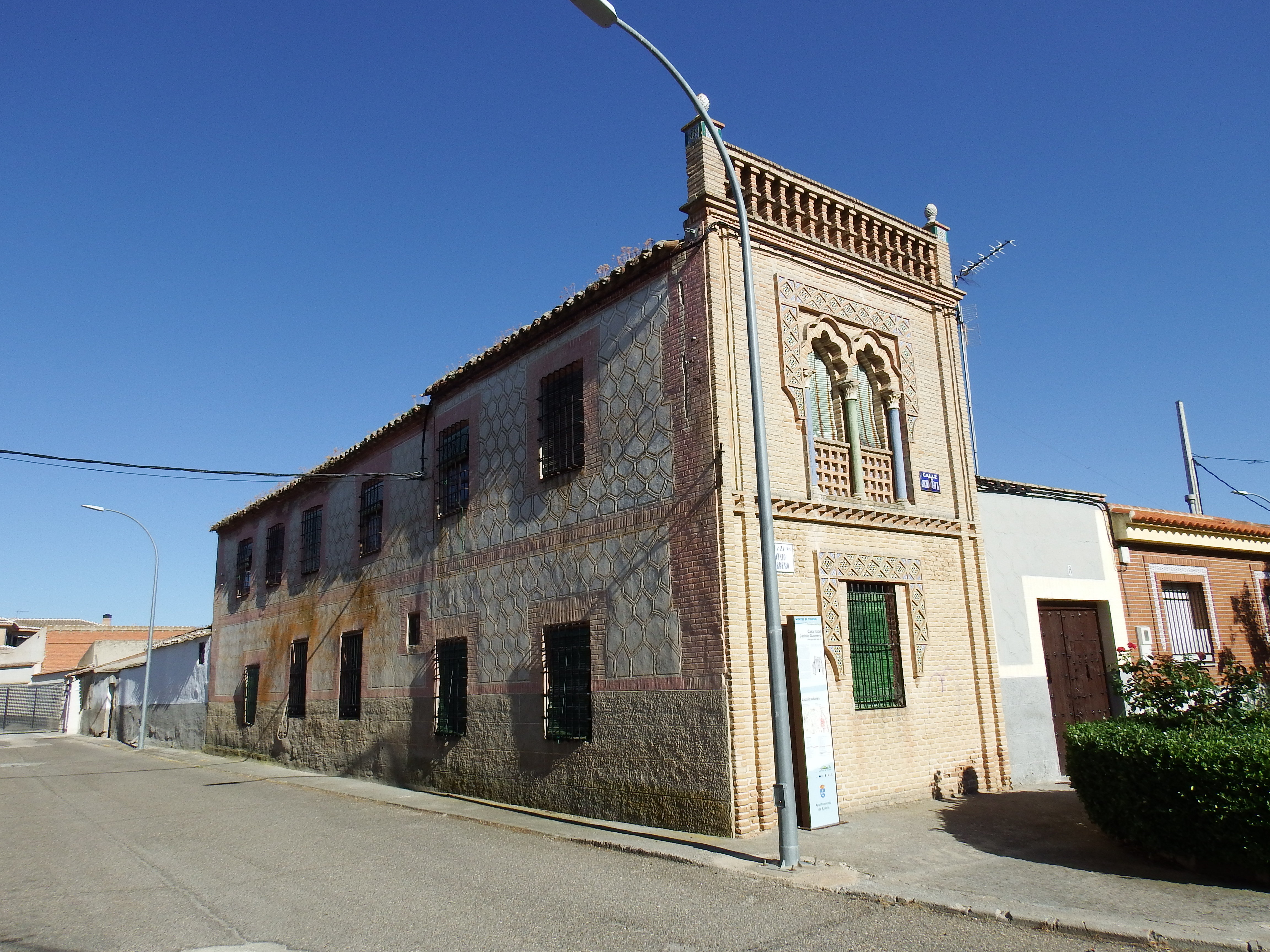
Casa-museo de Jacinto Guerrero

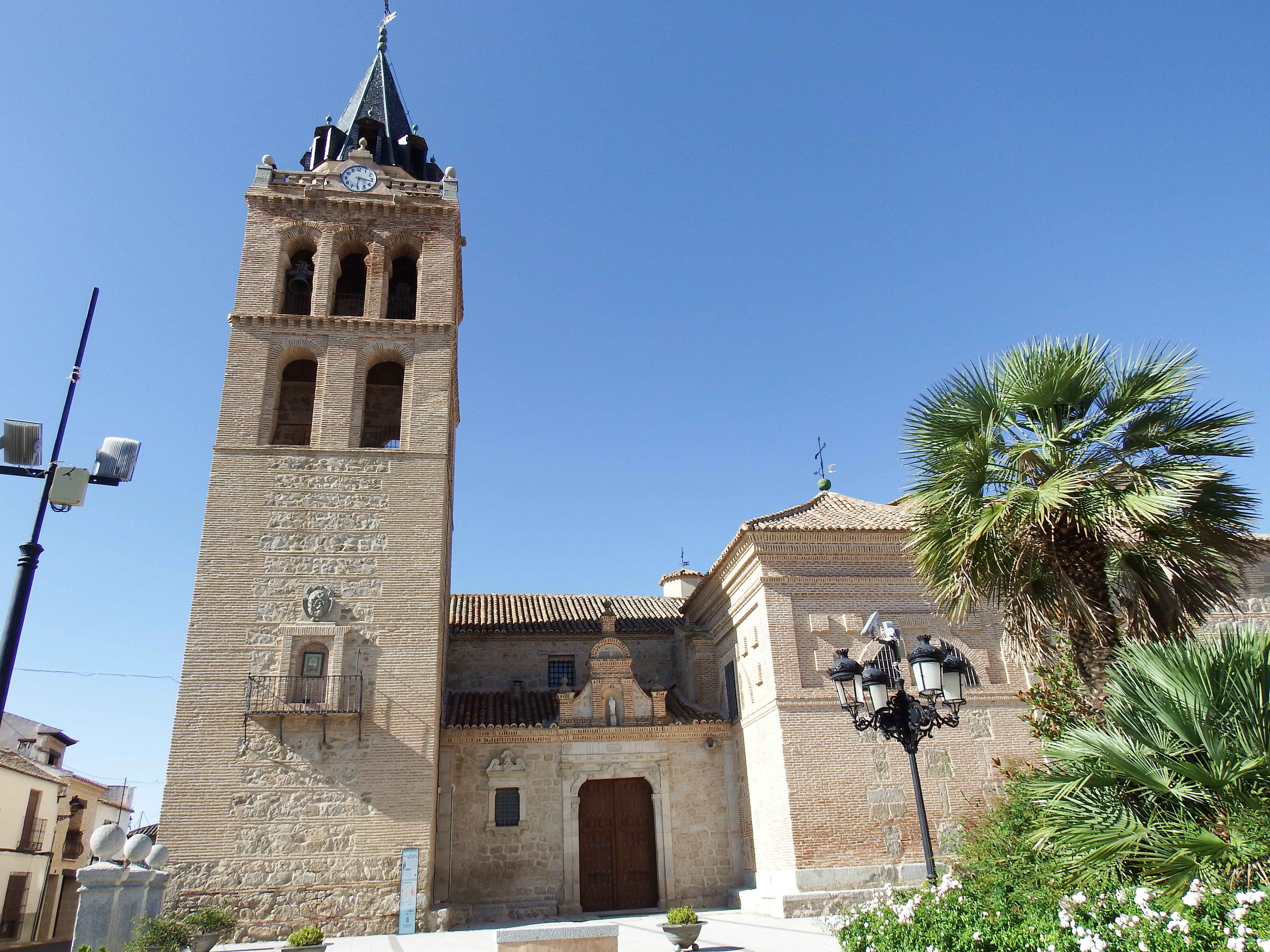
Iglesia de Santa María Magdalena

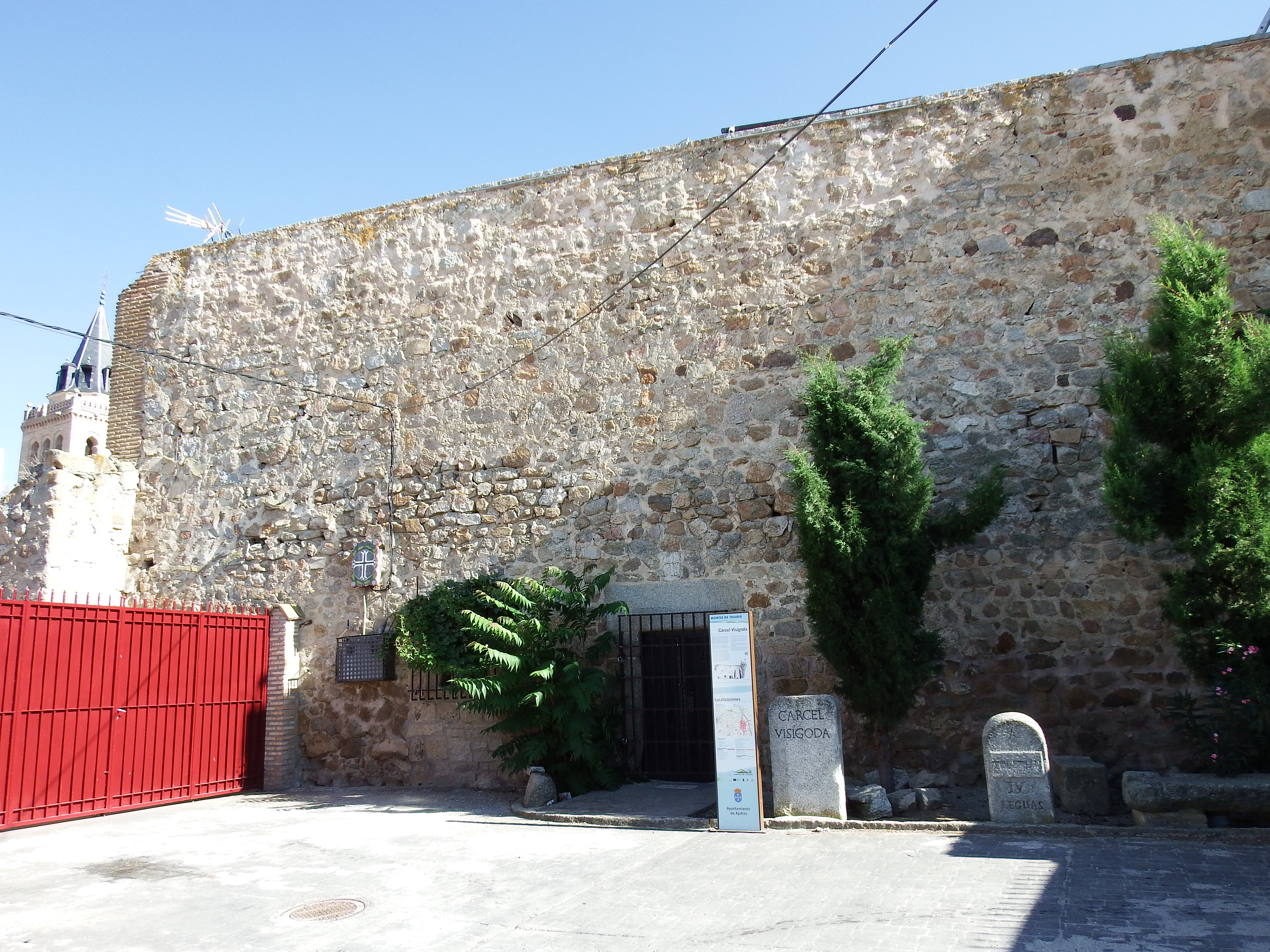
Casa fuerte

Los monumentos destacables son la ermita de Jesús Nazareno del siglo XII, la Casa Grande del siglo XV, el Rollo de Justicia y la ermita de San Andrés, ambos del siglo XVI, la casa de Jacinto Guerrero (convertida en museo), la iglesia de Santa María Magdalena, del siglo XV, la casa fuerte (conocida popularmente como cárcel visigoda), del siglo XII, y unos baños medievales rurales de tradición árabe que son los únicos encontrados en el centro de la península ibérica y datan del siglo XIII.

## Fiestas
- Martes siguiente al Domingo de Resurrección: Romería de Alimán.
- Primer domingo de mayo: fiesta en honor a la Virgen de Gracia.
- Martes siguiente al primer domingo de mayo: Romería de los Cuatro Caminos.
- Domingo siguiente a San Agustín: fiestas patronales de la Virgen de Gracia.

## Deportes
En fútbol, la localidad está representada por el Club Deportivo Titán, actualmente Corazón Titán, que viste camiseta roja y pantalón blanco y compite en Primera Autonómica.